# Crambus pratella
Crambus pratella là một loài bướm đêm thuộc họ Crambidae. Loài này có ở châu Âu.
Sải cánh dài 22–25 mm. Con trưởng thành bay từ tháng 5 đến tháng 8 tùy theo địa điểm.
Ấu trùng ăn các loài nhiều loại cỏ, especially Deschampsia.

## Hình ảnh

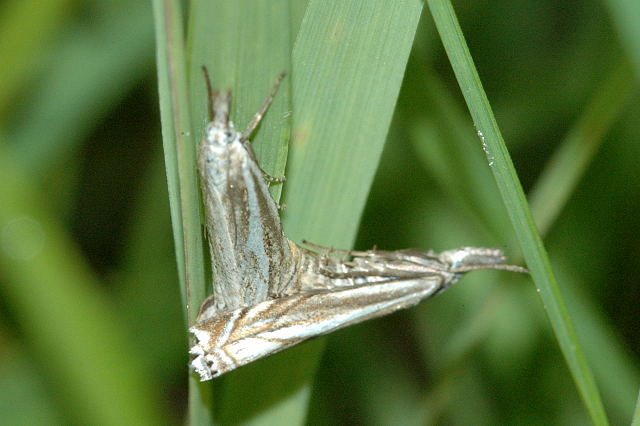
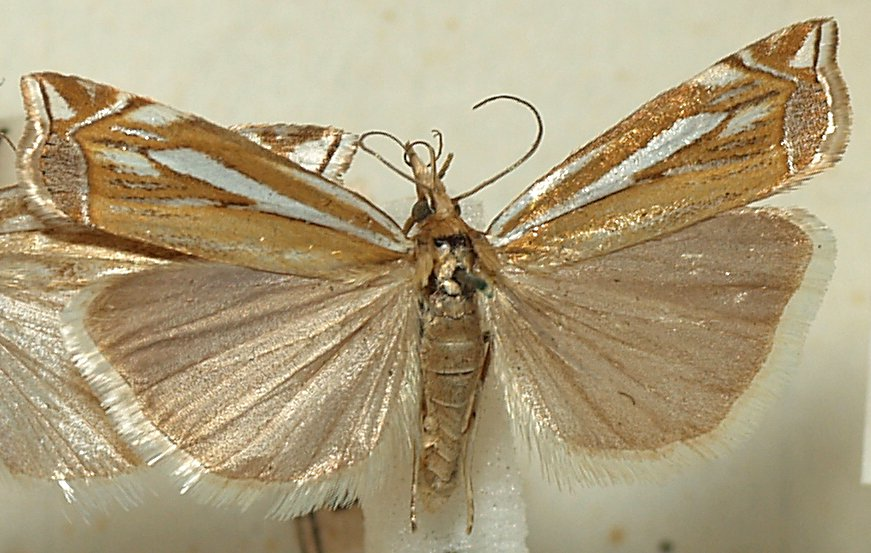
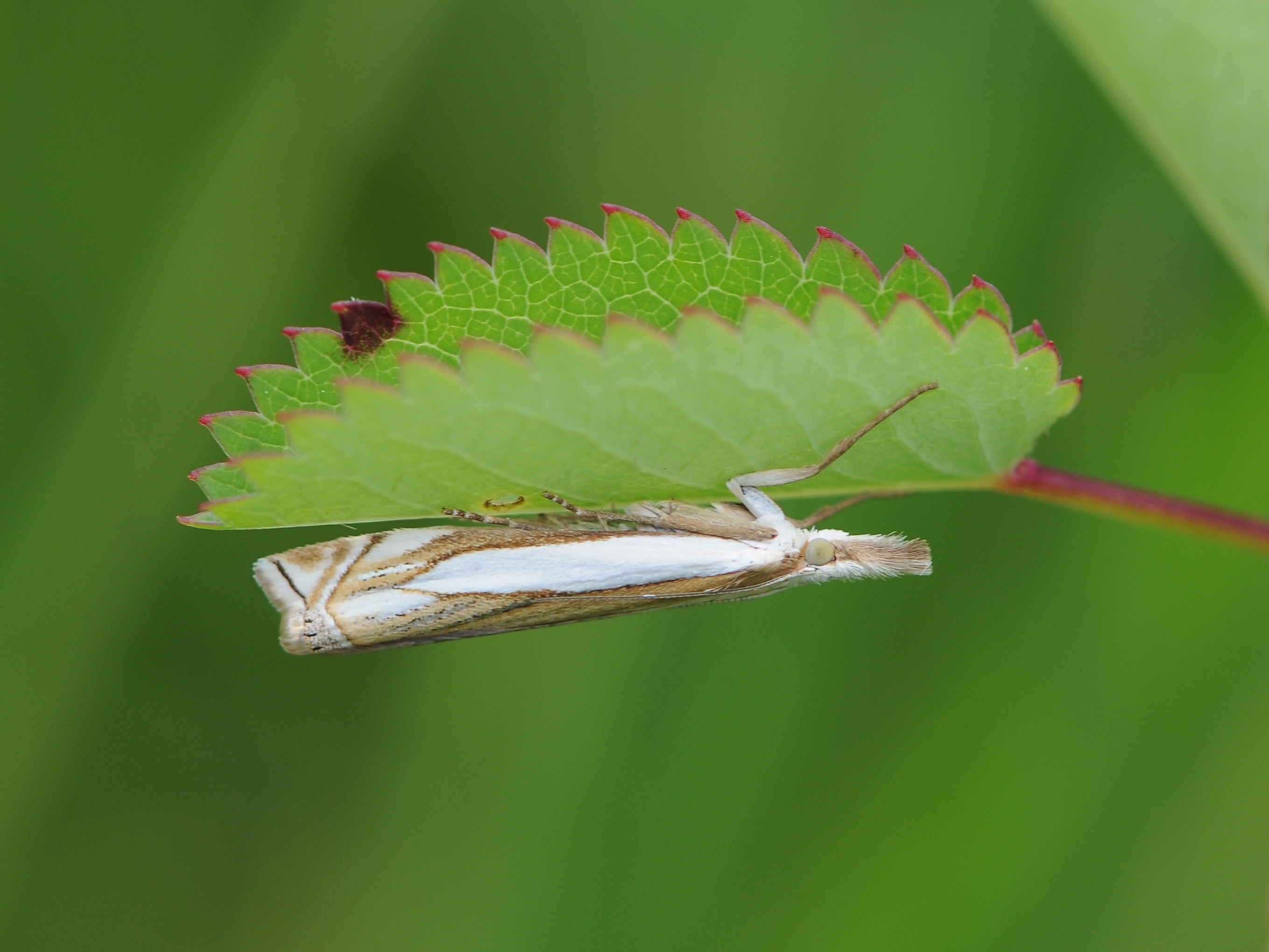